# Superache
Superache é o segundo álbum de estúdio do cantor e compositor americano Conan Gray, lançado em 24 de junho de 2022 pela Republic Records. É descrito por Gray como uma expansão de seu coração partido, o álbum aborda temas como traumas de infância, abuso, amizade e amor, a partir de suas experiências de crescimento.
Superache foi precedido pelos singles "Astronomy", "People Watching", "Jigsaw", "Memories" e "Yours", enquanto os singles independentes "Overdrive" e "Telepath" foram incluídos como faixas bônus na edição japonesa. O disco foi descrito como um álbum pop, que contém elementos de dance-pop, synth-pop e indie pop. O álbum foi recebido com aclamação da crítica, elogiando o desempenho vocal, produção, lirismo honesto e estilo diferente de Gray em comparação com seu antecessor. O álbum estreou na nona posição na Billboard 200 dos EUA, com 43.000 unidades equivalentes ao álbum e passou doze semanas na parada.

## Antecedentes
Gray disse a Tomas Mier da Rolling Stone que este álbum foi projetado para ser centrado na música "Family Line", que foi inspirada em "traumas de infância e traumas geracionais [e sua] educação difícil", e na música "Best Friend" sobre sua infância (melhor amiga Ashley).

## Recepção crítica
Superache foi recebido com aclamação da crítica musical após seu lançamento. No Metacritic, que atribui uma pontuação normalizada de 100 às avaliações das publicações, o álbum recebeu uma pontuação de 81 com base em 4 resenhas, indicando "aclamação universal".
Georgia Evans da NME deu ao álbum quatro de cinco estrelas e escreveu: "pode ser teatral, mas 'Superache' ainda parece profundo e honesto. Corte as partes dramáticas e você encontrará uma verdadeira ternura." Gem Stokes do Clash escreveu "'Superache' é uma evolução definitiva para Gray. Uma virada amadurecida desde seu estreia 'Kid Krow', 'Superache' continua a exemplificar o talento de Gray para pop bops, mas com introspecção amadurecida". Matt Collar do AllMusic escreveu "Superache é um disco maior e mais robusto do que Kid Krow de 2020, ao mesmo tempo que mantém, e de muitas maneiras expande, as qualidades diarísticas sinceras que fizeram de Gray um garoto-propaganda para adolescentes tristes da Internet". Maura Johnston da Rolling Stone escreveu: "em seu segundo álbum, o YouTuber de 23 anos que virou estrela pop revela-se um observador astuto da condição humana, recontando cenas do cotidiano e destacando aqueles detalhes de frações de segundo em interações que podem fazer um o relacionamento caloroso entre duas pessoas se transformar em um permafrost".

## Faixas
| N.º            | Título            | Compositor(es)             | Produtor(es)       | Duração |  |
| 1.             | "Movies"          |                            |                    | 3:34    |  |
| 2.             | "People Watching" | Gray Nigro Julia Michaels  |                    | 2:38    |  |
| 3.             | "Disaster"        | Gray Henry Walter Michaels | Cirkut             | 2:33    |  |
| 4.             | "Best Friend"     |                            |                    | 2:28    |  |
| 5.             | "Astronomy"       |                            |                    | 4:03    |  |
| 6.             | "Yours"           |                            |                    | 3:24    |  |
| 7.             | "Jigsaw"          |                            |                    | 3:28    |  |
| 8.             | "Family Line"     |                            |                    | 3:36    |  |
| 9.             | "Summer Child"    | Gray                       |                    | 3:00    |  |
| 10.            | "Footnote"        |                            |                    | 3:44    |  |
| 11.            | "Memories"        |                            |                    | 4:08    |  |
| 12.            | "The Exit"        | Gray Nigro Michaels        | Nigro Ryan Linvill | 3:41    |  |
| Duração total: | Duração total:    | Duração total:             | Duração total:     | 40:27   |  |

Versão japonêsa
| N.º            | Título         | Compositor(es)                                                               | Produtor(es)                                    | Duração |  |
| 13.            | "Overdrive"    | Gray Oliver Peterhof Chris Stracey The Monsters & Strangerz Tobias Jesso Jr. | Peterhof Stracey The Monsters & Strangerz Jesso | 3:03    |  |
| 14.            | "Telepath"     | Gray Michaels Ilya Salmanzadeh Caroline Ailin                                | Ilya                                            | 3:14    |  |
| Duração total: | Duração total: | Duração total:                                                               | Duração total:                                  | 46:44   |  |